# Phaedranassa schizantha
Phaedranassa schizantha är en amaryllisväxtart som beskrevs av John Gilbert Baker. Phaedranassa schizantha ingår i släktet Phaedranassa och familjen amaryllisväxter.

## Underarter
Arten delas in i följande underarter:
- P. s. ignea
- P. s. schizantha